# Jan Helin
Jan Gustav Helin, tidigare Karlsson, född 12 januari 1967 i Nynäshamn, Stockholms län, är en svensk journalist, publicist och mediachef. 
Från 2008 till 2015 var Helin chefredaktör och ansvarig utgivare för Aftonbladet. Från 2012 till 2015 var han också Aftonbladets verkställande direktör. Från 18 april 2016 till 1 november 2023 var han programdirektör på Sveriges Television (SVT). Hans titel ändrades under hösten 2019 till mediedirektör. Den 1 november 2023 gick han över till Bonnier News som deras övergripande chef för produktstrategi och AI.

## Biografi
Jan Helin, då med efternamnet Karlsson, föddes och växte upp i Nynäshamn. Modern arbetade som sekreterare och fadern som civilingenjör. På fädernet har Helin åländskt påbrå. Efternamnet Helin är hans farmors åländska flicknamn, som han tog när han gifte sig med sin hustru Charlotte, född Sund.
Helin utbildade sig till journalist vid Sundsvall-Härnösands högskola (numera Mittuniversitetet) och har även studerat journalistik i Stockholm. Han inledde sin journalistiska karriär på Sundsvalls Tidning som musikrecensent och kriminalreporter. Han har dessutom arbetat som sportreporter och redigerare på Nynäshamns Posten. Därutöver har han bland annat studerat "political communication, tv and creative writing" på Augusta College i USA, kört budbil i Stockholm och gått Teaterverkstadens teaterskola.
Helin började på Aftonbladet som praktikant 1992/1993. Han var bland annat reporter, debattredaktör och redaktionschef på tidningen, innan han den 1 januari 2008 tillträdde som tidningens chefredaktör och ansvarig utgivare.
Mellan 2003 och 2004 var han chefredaktör och ledarskribent på Ålandstidningen, innan han återvände till Aftonbladet.
Helin medverkade återkommande i nyhetspanelen i SVT:s morgonprogram Gomorron Sverige.
Ett av Helins uppdrag som programdirektör på SVT var att driva på digitaliseringen för att stärka SVT:s position i det nya medielandskapet. I samband med en omorganisation 2019 fick han titeln mediedirektör.
I maj 2023 inrättades ett nytt AI-råd under ledning av Helin, som kombinerade det med rollen som programdirektör.
Sedan november 2023 ansvarar han för liknande strategisk och teknologisk utveckling på Bonnier News.

## Priser och utmärkelser
Tillsammans med kollegerna Joachim Lundgren och Niklas Bodell tilldelades Jan Helin 1997 ett stipendium på 30 000 kronor av stiftelsen Slaget om Östersjön för artikelserien "Dokument Östersjön". År 1998 tilldelades Helin och Lena Olsson ett stipendium på 5 000 kronor vardera av Joakim Hedencronas minnesfond för sin bevakning av det så kallade Ytterbyfallet där flera skinnskallar misshandlade en grekisk man. År 1999 tilldelades Helin årets Ludvig Nordström-pris på 25 000 kronor för sina artiklar om Estoniakatastrofen, ungdomar och narkotika, flyktingar samt miljön kring Östersjön. Föreningen Grävande Journalister utdelade 1996 ett hedersomnämnande i rikstidningsklassen till Jan Helin och hans kolleger Åke Ericsson och Maria Trägårdh för artikelserien "Den nya knarkvågen".
Tidskriften Fokus utsåg honom 2007 till en av Sveriges hundra mäktigaste mediepersoner.[källa behövs] År 2008 utsågs Helin av Resumé till Sveriges tredje mäktigaste publicist. Samma år utsåg tidningen Stureplan honom till den 23:e mest inflytelserika på Stureplan.
2016 utsågs Helin till "Årets branschpersonlighet". Juryns motivering:
"Med facit i hand känns det som en självklarhet, men att ständigt vara där och knuffa alla gränser framåt kräver ett passionerat ledarskap och stort mod. Att våga satsa fullt ut på nya och oprövade plattformar och samtidigt inse att det ibland måste bli dikeskörningar för att nå framgång. Att hantera och skapa ett samspel mellan 3 miljoner dagliga läsare, och annonsörers ständiga behov av nya kommunikationsvägar, kräver både kreativitet och fingertoppskänsla. Passionen lyser dessutom ännu starkare nu när det blir tydligt att det publicistiska kallet är ännu större än det kommersiella."